# Liste der Monuments historiques in Rhuis
Die Liste der Monuments historiques in Rhuis führt die Monuments historiques in der französischen Gemeinde Rhuis auf.

## Liste der Bauwerke
| Bezeichnung                  | Beschreibung             | Standort | Kennzeichnung | Schutzstatus | Datum | Bild           |
| ---------------------------- | ------------------------ | -------- | ------------- | ------------ | ----- | -------------- |
| Kirche St-Gervais-St-Protais | Eraut im Hochmittelalter | (Lage)   | PA00114837    | Classé       | 1994  | weitere Bilder |
| Menhir Demoiselle de Rhuis   |                          | (Lage)   | PA00114838    | Inscrit      | 1982  | weitere Bilder |

## Liste der Objekte
| Bezeichnung                               | Beschreibung    | Standort                                   | Kennzeichnung | Schutzstatus | Datum | Bild |
| ----------------------------------------- | --------------- | ------------------------------------------ | ------------- | ------------ | ----- | ---- |
| Grabplatte für Jean Bohion und seine Frau | Kalkstein, 1637 | in der Kirche St-Gervais-St-Protais (Lage) | PM60001356    | Classé       | 1913  |      |